# Proshermacha maculata
Espèce
Synonymes
- Aname maculata Rainbow & Pulleine, 1918

Proshermacha maculata est une espèce d'araignées mygalomorphes de la famille des Anamidae.

## Distribution
Cette espèce est endémique d'Australie-Occidentale. Elle se rencontre vers Jarrahdale.

## Description
La carapace de la femelle holotype mesure 7,3 mm de long sur 6,2 mm et l'abdomen 10,5 mm de long sur 7,4 mm.

## Systématique et taxinomie
Cette espèce a été décrite sous le protonyme Aname maculata par Rainbow et Pulleine en 1918. Elle est placée en synonymie avec Chenistonia tepperi par Main en 1972. Elle est relevée de synonymie et placée dans le genre Proshermacha par Harvey, Hillyer, Main, Moulds, Raven, Rix, Vink et Huey en 2018.

## Publication originale
- Rainbow & Pulleine, 1918 : Australian trap-door spiders. Records of the Australian Museum, vol. 12, p. 81-169 (texte intégral).